# Reykjavík Open
Reykjavík Open – turniej szachowy, organizowany w stolicy Islandii, Reykjavíku, po raz pierwszy rozegrany w 1964 roku. Do 2008 roku odbywał się w systematycznie co dwa lata, aktualnie organizowany jest corocznie. Edycje z lat 1964–1980 oraz 1992 rozegrane zostały w obsadzie od 12- do 16-osobowej systemem kołowym, a pozostałe – systemem szwajcarskim, każdorazowo z udziałem kilkudziesięciu lub ponad stu zawodników. W turnieju startuje wielu znanych arcymistrzów, a wśród zwycięzców znajdują się m.in. mistrzowie świata Michaił Tal oraz Wasilij Smysłow.

## Zwycięzcy dotychczasowych turniejów
| Lp | Rok  | Zwycięzcy |
| -- | ---- | --- |
| 1  | 1964 | Michaił Tal |
| 2  | 1966 | Friðrik Ólafsson |
| 3  | 1968 | Jewgienij Wasiukow, Mark Tajmanow |
| 4  | 1970 | Guðmundur Sigurjónsson |
| 5  | 1972 | Friðrik Ólafsson, Florin Gheorghiu, Vlastimil Hort |
| 6  | 1974 | Wasilij Smysłow |
| 7  | 1976 | Friðrik Ólafsson, Jan Timman |
| 8  | 1978 | Walter Browne |
| 9  | 1980 | Wiktor Kuprejczyk |
| 10 | 1982 | Lew Alburt |
| 11 | 1984 | Jóhann Hjartarson, Helgi Ólafsson, Samuel Reshevsky |
| 12 | 1986 | Predrag Nikolić |
| 13 | 1988 | Jón Árnason |
| 14 | 1990 | Helgi Ólafsson, Jón Árnason, Siergiej Dołmatow, Lew Poługajewski, Rafael Waganjan, Yasser Seirawan, Nick de Firmian, Jurij Razuwajew, Erling Mortensen |
| 15 | 1992 | Jóhann Hjartarson, Aleksiej Szyrow |
| 16 | 1994 | Hannes Stefánsson, Wadim Zwiagincew, Jewgienij Pigusow                                                                                                 |
| 17 | 1996 | Simen Agdestein, Jonathan Tisdall, Predrag Nikolić |
| 18 | 1998 | Larry Christiansen |
| 19 | 2000 | Hannes Stefánsson |
| 20 | 2002 | Jaan Ehlvest, Oleg Korniejew |
| 21 | 2004 | Aleksiej Driejew, Władimir Jepiszyn, Emil Sutowski, Jan Timman, Lewon Aronjan, Igor-Alexandre Nataf, Jaan Ehlvest, Robert Markuš                       |
| 22 | 2006 | Gabriel Sargissjan, Ahmed Adly, Szachrijar Mammedjarow, Igor-Alexandre Nataf, Pentala Harikrishna                                                      |
| 23 | 2008 | Hannes Stefánsson, Wang Hao, Wang Yue |
| 24 | 2009 | Héðinn Steingrímsson, Hannes Stefánsson, Jurij Kryworuczko, Mihail Marin                                                                               |
| 25 | 2010 | Hannes Stefánsson, Ivan Sokolov, Jurij Kuzubow, Abhijeet Gupta                                                                                         |
| 26 | 2011 | Jurij Kuzubow, Ivan Sokolov, Wołodymyr Bakłan, Kamil Mitoń, Jon Hammer, Illa Nyżnyk                                                                    |
| 27 | 2012 | Fabiano Caruana |
| 28 | 2013 | Pawło Eljanow, Wesley So, Bassem Amin |
| 29 | 2014 | Li Chao |
| 30 | 2015 | Erwin l'Ami |
| 31 | 2016 | Abhijeet Gupta |
| 32 | 2017 | Anisz Giri |

| kolor niebieski | – turnieje rozegrane systemem kołowym |